# Inđija
Inđija  (tiếng Serbia:) là một thành phố và khu tự quản của Serbia. Thành phố Inđija có diện tích km2, dân số là 26.247 người (theo điều tra dân số Serbia năm 2002) còn dân số cả khu tự quản là người.  Đây là thủ phủ hành chính của quận